# استارواوتکوستینو
استارواوتکوستینو (انگلیسی: Starootkustino) یک شهرک در شهرستان کاراایدلسکی استان باشقیرستان کشور روسیه است.